# Amulius et Numitor
Amulius et Numitor war die erste Tragödie in fünf Aufzügen, die der zwölfjährige Voltaire noch als Schüler des Collége-Louis le Grand 1706 verfasste. Das Stück wurde nie aufgeführt. Voltaire verbrannte das Manuskript, als es ihm eines Tages unterkam.

## Handlung
Voltaire entnahm den Stoff Titus Livius (Ab urbe condita I, 3-6). Amulius war ein legendärer König von Alba Longa, der seinen Bruder Numitor den Thron entriss. Amulius zwang seine Nichte Rhea Silvia Vestalin zu werden und ließ sie nach der Geburt von Romulus und Remus lebendig begraben, da sie das Gebot der Keuschheit übertreten hatte. Die ausgesetzten von einer Wölfin aufgezogenen Söhne wurden von einem Hirten mit dem Namen Faust(ul)us aufgefunden und vor Amulius gebracht. Romulus stürzte Amulius und setzte den rechtmäßigen König Numitor wieder ein.

## Drucklegung
1815 fanden sich in der Bibliothek von M. Jean-Corneille Jacobsen de la Crosnière auf der Île de Noirmoutier zwei Fragmente der verloren geglaubten Tragödie, die 1820 in dem Band Pièces inédites de Voltaire bei Didot veröffentlicht wurden. Vermutlich hatte Voltaires Jugendfreund Nicolas-Claude Thieriot die Verse aufgehoben.

## Erste Ausgabe
- Fragments d’une tragédie intitulée Amulius et Numitor, in: Pièces inédites de Voltaire, imprimées d'après les manuscrits originaux, pour faire suite aux différentes éditions publiées jusqu'a ce jour, Didot, Paris, 1820, S. 13–18.